# Ferrari 12Cilindri
Ferrari 12Cilindri (тип F167) — це двомісний автомобіль Grand Tourer із переднім центральним розташуванням двигуна та заднім приводом, вироблений італійським виробником спортивних автомобілів Ferrari. Він був представлений у Маямі-Біч 3 травня 2024 року, щоб збігтися з 70-річчям Ferrari на американському ринку.

## Технічні характеристики

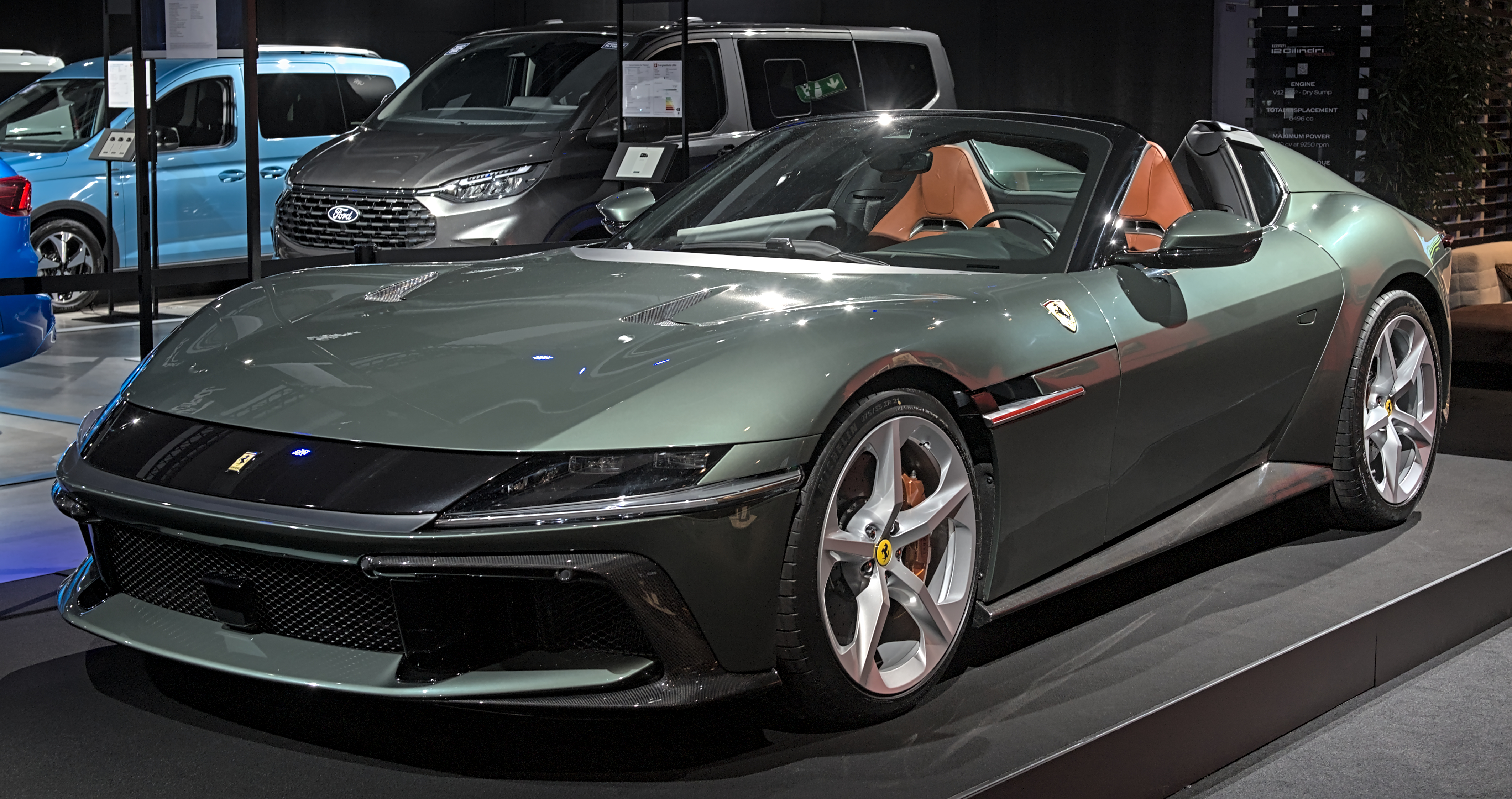
Ferrari 12Cilindri Spider

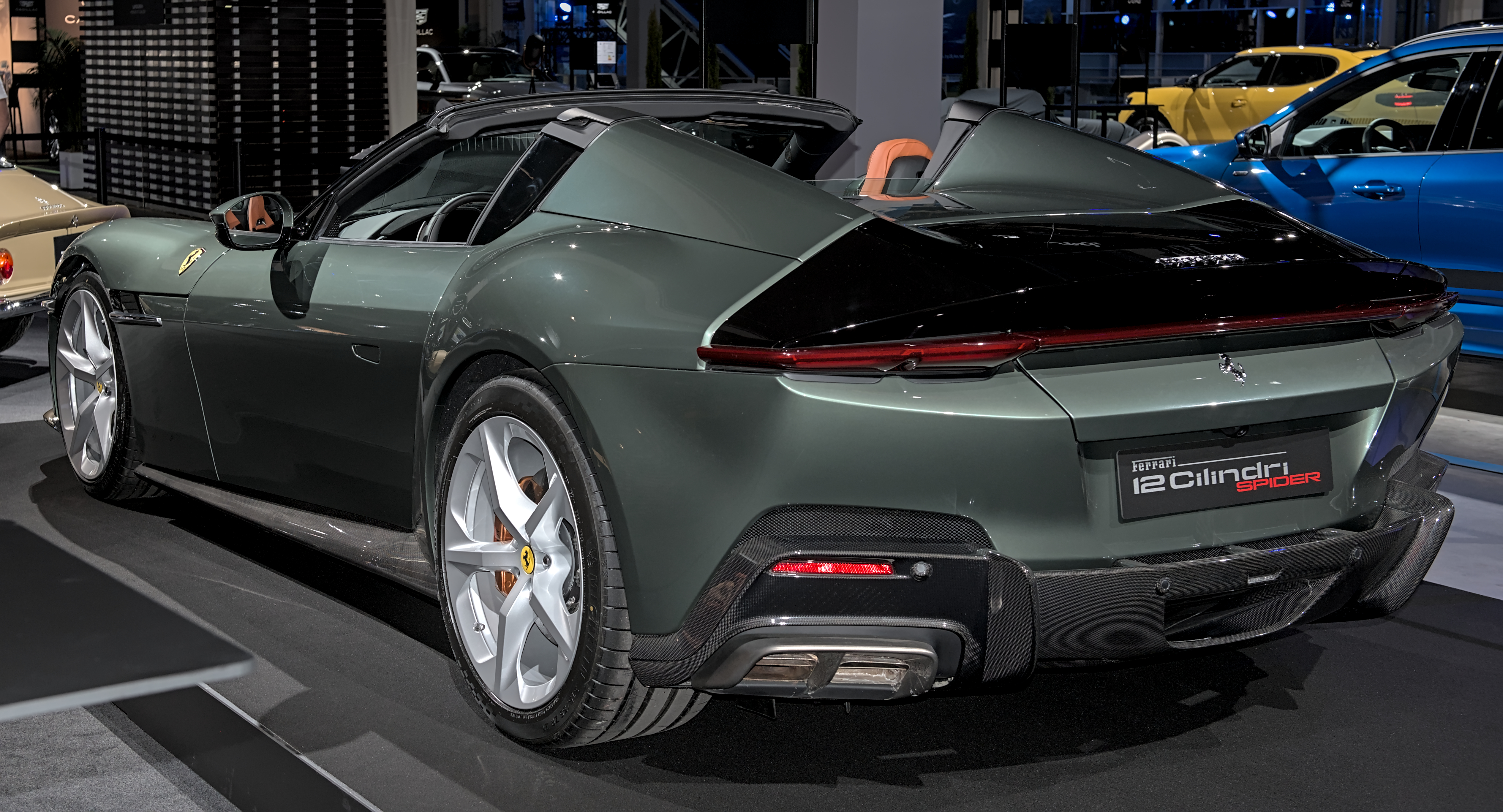
Ferrari 12Cilindri Spider

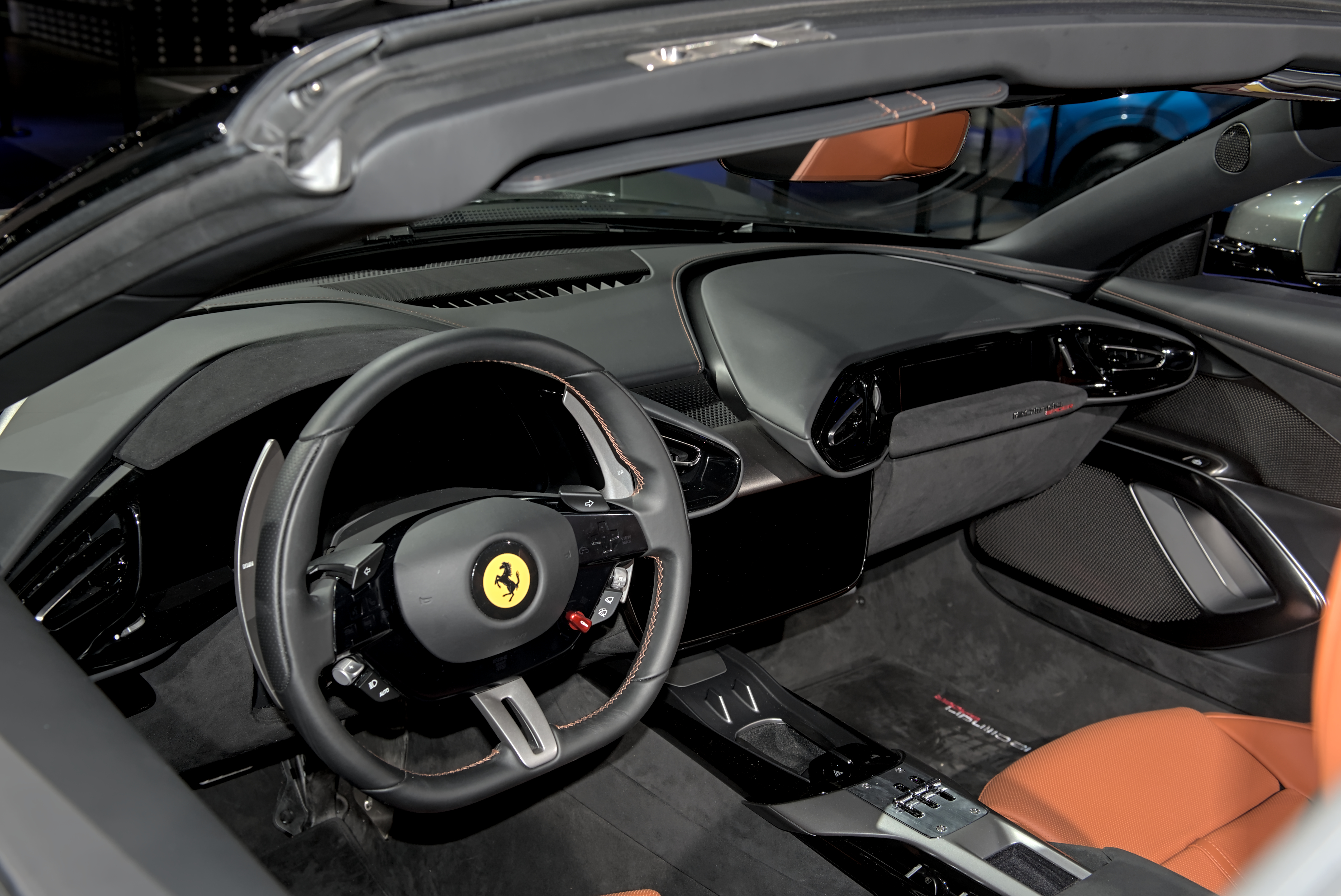
Ferrari 12Cilindri Spider

### Двигун
12Cilindri має 6496 см³ (6,5 л) F140 V12, той самий, що використовується в Ferrari 812 Competizione, і генерує вихідну потужність 830 к.с. при 9250 об/хв і крутний момент 678 Н⋅м при 7250 об/хв.

### Колеса
12Cilindri має 21-дюймові колеса спереду та ззаду. Шини Michelin Pilot Sport S5 або Goodyear Eagle F1 Supersport. Гальма (398 мм/передні) і (360 мм/задні) управляються електронною командою «гальмування по дроту». Автомобіль має 4-х колесне керування.

### Аеродинаміка
Автомобіль охоплює поєднання активної та пасивної аеродинаміки для покращення значень коефіцієнта опору порівняно з 812 Superfast. Ззаду автомобіль має спойлер для покращення притискної сили на високих швидкостях. Бічна частина спойлера може нахилятися на 10° до 60 км/год, щоб діяти як повітряне гальмо та створювати 50 кг притискної сили на високих швидкостях.

### Продуктивність
Ferrari заявляє, що 12Cilindri розганяється 0–100 км/год за 2,9 секунди, 0–200 км/год за 7,9 секунди, а максимальна швидкість становить 340 км/год.

## Дизайн
Дизайн — данина поваги Ferrari 365 GTB/4 Daytona з чорною смугою на капоті, яку неможливо зняти або змінити на інший колір.
Інтер'єр натхненний Purosangue і 296 GTB і є першим GT від Ferrari, у якому відсутня аналогова приладова панель.